# Jornada de 20 de Junho de 1792

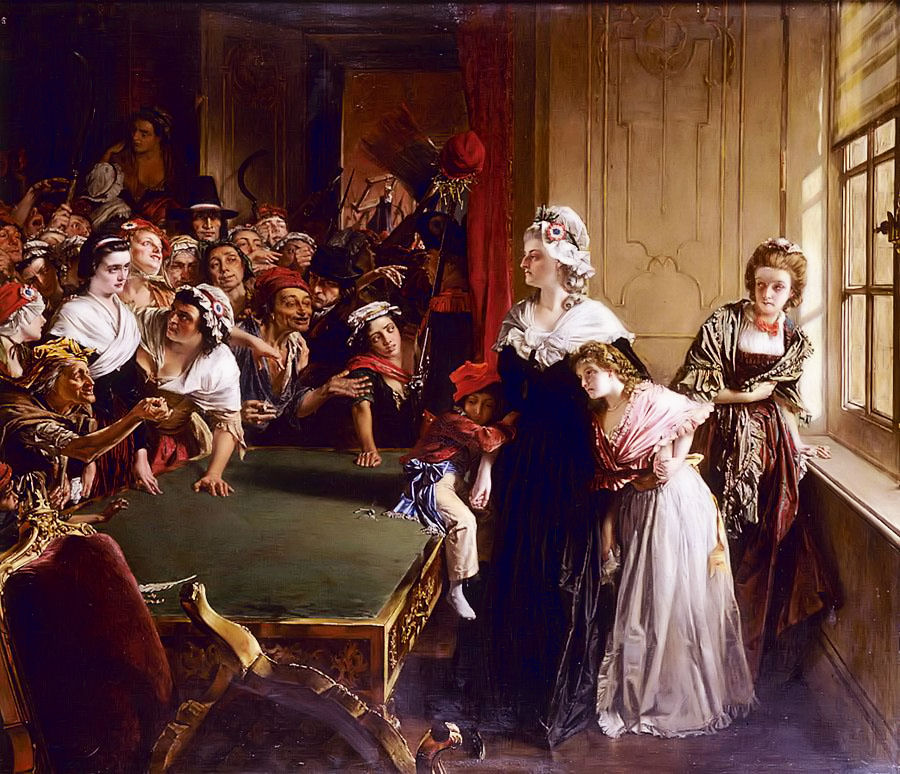
A multidão invade o Palácio das Tulherias. (Museu da Revolução Francesa).

A Jornada de 20 de Junho de 1792 viu a invasão do Palácio das Tulherias pelo povo parisiense e é um dos fatos marcantes da Revolução Francesa.
Enquanto a guerra era declarada contra a Áustria e a Prússia, o rei de França, Luís XVI, a quem se culpava pelas derrotas francesas, foi acusado de traição, tanto pelos moderados quanto pelos extremistas.
Um grupo de "sans-culottes", furioso devido a um novo veto do rei, dirige-se, em 20 de Junho de 1792, até às Tulherias para ameaçar Luís XVI. Lá chegando, a multidão decide invadir o palácio à procura de Maria Antonieta, esposa do rei Luís XVI e maior foco do ódio popular. Estando a Guarda Nacional Francesa ausente no momento, o povo consegue seu objetivo e aborda o rei face a face.
Para mostrar à multidão que também era "povo", Luís XVI aceita a proposta feita por um dos manifestantes e bebe em uma garrafa de vinho tinto. Os "sans-culottes" insultam o rei, chamando-o de "porco", e outros o obrigam a cobrir-se com um barrete frígio - segundo algumas fontes, ele fez o gesto espontaneamente e esqueceu o boné em seguida sobre sua peruca, onde ficou até o fim da jornada.
Luís XVI propóe finalmente que os invasores visitem o palácio, mas insiste em sua recusa para retirar seu veto.
A multidão termina por acalmar-se, principalmente devido à intervenção do procurador-síndico Roederer e deixa o palácio.